# Солонецкое изваяние
Солонецкое изваяние (также Солонецкий истукан, Солонецкая стела, Атропоморфное изваяние с единичной сарматской тамгой из ущелья реки Солонец) — антропоморфное изваяние с единичной сарматской тамгой, происходящее из живописного ущелья реки
Солонец и расположенное близ сёл Рошиетичий Векь и Рогожены в Северной Молдавии, не относится
к типичным сарматским каменным стелам, и олицетворяет речное божество.
На «лице» истукана находится единичный сарматский
тамговый знак, имеющий аналогии по схеме начертания в тамговых знаках, встречающихся в Северной
Молдавии и в Северном Причерноморье. Лицевая сторона антропоморфного изваяния ориентирована на юг и на
пологий противоположный склон ущелья, на котором, по всей видимости, находилась древняя дорога,
ведущая к броду и водопою.
Вместе с тем, стела с единичной сарматской тамгой на личине является
центром скопления, состоящего из трёх камней. Камни расположены по разным сторонам от стелы и
несут следы механической обработки в виде насечек, выемок, ниш, и желобообразных углублений,
что также может говорить о возможной культовой ориентированности комплекса.
Антропоморфное изваяние служило указателем места переправы через реку, а также указателем места для забора воды
и водопоя лошадей. В то же время оно могло являться культовым объектом сакрального почитания
божества, связанного с культом воды и быть камнем, маркирующим владения сарматов.
Солонецкий истукан — открыт, исследован, описан и введён в научный оборот И.А.Бондарем.

## Описание
Солонецкая стела расположена на левом
берегу, в пяти метрах от зеркала реки.
Лицевая сторона изваяния ориентирована на русло
реки и пологий противоположный склон, в то
время как за оборотной стороной находится
крутой каменистый склон ущелья.
Стела находится в «ансамбле» с двумя
каменными блоками, сопоставимыми по
габаритам, несущими следы антропогенного воздействия, и расположена в центре «ансамбля». Центральное изваяние (Солонецкая стела)
«ансамбля» имеет довольно выраженный
антропоморфный облик, ярко выделяется
личина, намечены плечи.
Высота стелы от
дневной поверхности порядка 1,02 м, ширина 0,70-0,75 м, толщина порядка 0,43 м.
Справа от центрального изваяния находится
«плита», заходящая за центральное изваяние.
Плоскость плиты наклонена в пределах 45°,
несёт следы механической обработки, слегка
дугообразно, огибает центральное Солонецкое изваяние и имеет желобовидное углубление в горизонтальной плоскости верхней части плиты, по форме выделки напоминающее устройство
полки. Оборотная сторона плиты вдаётся в наносные слои склона. Антропоморфная стела Солонец ориентирована лицевой стороной на юг с небольшой погрешностью на запад, составляющей около 12-15°. Плита за изваянием также ориентирована по сторонам света.
На лицевой стороне антропоморфного изваяния обнаруживается рукотворная структура, имеющая ряд углублений, обладающих
симметрией, и интерпретируется как сарматская тамга, стилизованная под «лицо» изваяния.
Тамга стилизована под личину изваяния и своей формой подчёркивает семантику элементов личины. Так, например, в глубокой горизонтальной перекладине имеются намеченные и весьма утрированные глаза. Под нижней округлой частью тамги, выполненной в высоком рельефе, обнаруживаются два приблизительно равных по размерам углубления, предположительно изображающих ноздри, тем самым центральный округлый барельефный элемент изваяния, интерпретируемый как нижняя часть тамги, несёт в себе семантику носа.
Вершина изваяния и боковая
плоскость восточной стороны, несут
следы механической обработки, а ряд засечек
и симметричных выемок, возможно, могут
являться в значительной степени эродированными космогоническими символами.
На боковой плоскости обнаруживаются небольшие рукотворные ниши, вероятно, культового назначения.

## Аналогии
Изваяние находит ближайшую аналогию в сопоставлении с сарматской антропоморфной стелой, выполненной из гранита с единичной тамгой на личине и происходящей из впускного погребения кургана в Запорожье.
Тамговый знак имеет определённое сходство со знаком солонецкого
истукана. Символ также располагается на личине изваяния, аналогичным образом неся в себе как значение самого символа, так и семантику утрированных глаз, носа, возможно, и иных черт, присущих антропоморфной личине.
Антропоморфное изваяние, обнаруженное в ущелье реки Солонец, являет собой нетипичный и уникальный объект гунно-сарматского времени, локализующегося в лесостепной зоне Северной Молдавии бассейна Среднего Днестра.
Наибольшая концентрация вариаций схемы начертания данного знака обнаруживается в Северном Причерноморье и в Северной Молдавии.

## Функции изваяния и отождествление с Тагимасадом
Назначение антропоморфной стелы р.
Солонец, скорее всего, не связано исключительно с погребальными или межевыми функциями, что выводит памятник из привычного
ряда функционального замысла каменных сарматских плит и изваяний.
Здесь стоит провести прямую аналогию с другим уникальным антропоморфным памятником кочевых племён степи, расположенным ниже по течению р. Реут, в заповеднике Старый Орхей. Крайне нетипичное половецкое изваяние, выполненное из небольшой известняковой скалы, также располагается в каменистом ущелье, и скорее всего, как и изваяние ущелья р. Солонец, создавалось из удобно расположенной местной скалы с минимальными изменениями положения глыбы известняка относительно изначального местоположения.
Половецкое изваяние находится в непосредственной близости от зеркала реки Реут, возле тропы, ведущей к броду, и по предположению В. Д. Гукина, является указателем брода через Реут.В этом же ключе стоит интерпретировать и новое сарматское изваяние из ущелья реки Солонец. Представляется возможным предположить существование некогда древней дороги на противоположном пологом склоне, спускающейся к удобному месту брода в ущелье.
Таким образом, изваяние «Солонец» могло являться указателем древнего брода. В то же время изваяние с единичной тамгой было призвано решать задачи пограничного или межевого камня сарматов и быть культовым объектом, олицетворяющим поклонение божеству, символизирующему воду. Об
этом свидетельствует стилизация тамги под
антропоморфные черты личины, придающая изваянию подобие мужского облика.
В туранских религиях вода наделена мужским образом. В скифо-сарматских (туранских) религиозных воззрениях известен бог Тагимасад, ассоциирующейся с водой и являющейся покровителем коневодства, Тагимасад особо почитался царскими особами.
Также необходимо подчеркнуть, что водоснабжение являлось формой поклонения богу Тагимасаду, что в контексте данного памятника может означать и место для набирания воды, и водопой для лошадей.
Ещё один из атрибутов Тагимасада помимо «священной
земли-воды» и «покровительства над конями», это «пробивающий гору». Данная мифологема весьма интересна в свете расположения «изваяния Солонец» не только вблизи зеркала реки у древней переправы и водопоя, но и на дне каменистого ущелья с гористым ландшафтом, которое было «пробито» рекой Солонец в минувшие геологические эпохи.
Таким образом, новая антропоморфная стела с единичной сарматской тамгой является уникальным памятником, по всей видимости, выполнявшим целый ряд функций, как сакрального значения, так и практического характера.